# Kotjärnen (Arvidsjaurs socken, Lappland, 727778-164681)
Kotjärnen är en sjö i Arvidsjaurs kommun i Lappland och ingår i Byskeälvens huvudavrinningsområde. Kotjärnen ligger i Vittjåkk-Akkanålke Natura 2000-område.